# Vlag van Les Bons Villers
De vlag van Les Bons Villers is op onbekende datum bij raadsbesluit vastgesteld als de vlag van de Henegouwse gemeente Les Bons Villers. De vlag kan als volgt worden beschreven:
Drie banen van gelijke hoogte in rood-wit-rood, met op de witte baan, vijf rode vijfpuntige sterren.
De vlag komt overeen met het vlagontwerp van de Raad van Heraldiek en Vexillologie (Frans: Conseil d’héraldique et de vexillologie). De vlag is volledig gebaseerd op het gemeentewapen en ziet er dus helemaal hetzelfde uit. De vijf sterren staan voor de vijf voormalige gemeenten die zijn samengevoegd tot Les Bons Villers.